# Béhencourt
Béhencourt és un municipi francès situat al departament del Somme i a la regió dels Alts de França. L'any 2007 tenia 356 habitants.

## Demografia

### Població

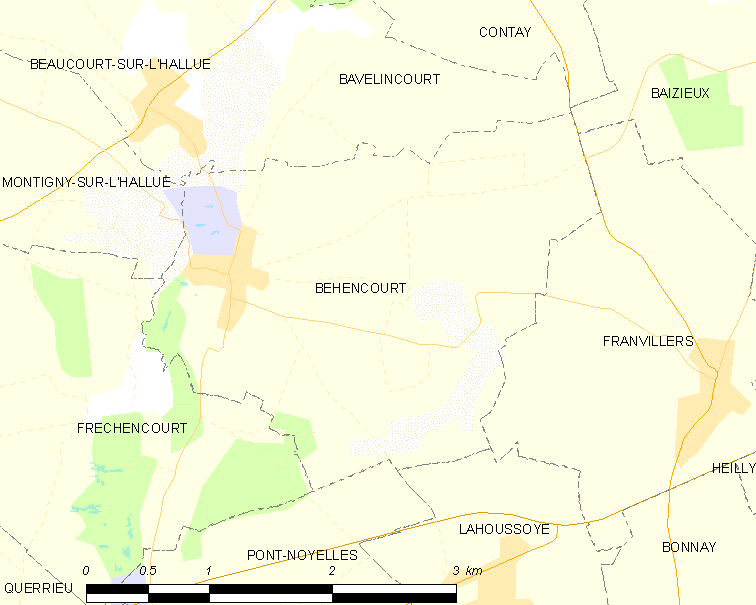

El 2007 la població de fet de Béhencourt era de 356 persones. Hi havia 112 famílies de les quals 12 eren unipersonals (8 homes vivint sols i 4 dones vivint soles), 36 parelles sense fills, 56 parelles amb fills i 8 famílies monoparentals amb fills.
La població ha evolucionat segons el següent gràfic:
Habitants censats

### Habitatges
El 2007 hi havia 136 habitatges, 126 eren l'habitatge principal de la família, 5 eren segones residències i 5 estaven desocupats. 130 eren cases i 5 eren apartaments. Dels 126 habitatges principals, 109 estaven ocupats pels seus propietaris, 15 estaven llogats i ocupats pels llogaters i 2 estaven cedits a títol gratuït; 7 tenien dues cambres, 13 en tenien tres, 28 en tenien quatre i 78 en tenien cinc o més. 104 habitatges disposaven pel capbaix d'una plaça de pàrquing. A 42 habitatges hi havia un automòbil i a 80 n'hi havia dos o més.

### Piràmide de població
La piràmide de població per edats i sexe el 2009 era:
| Homes | Edats   | Dones |
| ----- | ------- | ----- |
| 0     | 95 o +  | 0     |
| 0     | 90 a 94 | 4     |
| 0     | 85 a 89 | 0     |
| 12    | 80 a 84 | 0     |
| 8     | 75 a 79 | 4     |
| 4     | 70 a 74 | 12    |
| 8     | 65 a 69 | 0     |
| 0     | 60 a 64 | 0     |
| 4     | 55 a 59 | 8     |
| 24    | 50 a 54 | 8     |
| 16    | 45 a 49 | 8     |
| 16    | 40 a 44 | 20    |
| 16    | 35 a 39 | 8     |
| 8     | 30 a 34 | 8     |
| 12    | 25 a 29 | 12    |
| 12    | 20 a 24 | 12    |
| 16    | 15 a 19 | 20    |
| 4     | 10 a 14 | 16    |
| 4     | 5 a 9   | 8     |
| 0     | 0 a 4   | 20    |

## Economia
El 2007 la població en edat de treballar era de 240 persones, 183 eren actives i 57 eren inactives. De les 183 persones actives 176 estaven ocupades (101 homes i 75 dones) i 7 estaven aturades (3 homes i 4 dones). De les 57 persones inactives 9 estaven jubilades, 25 estaven estudiant i 23 estaven classificades com a «altres inactius».

### Ingressos
El 2009 a Béhencourt hi havia 129 unitats fiscals que integraven 360 persones, la mediana anual d'ingressos fiscals per persona era de 18.306 €.

### Activitats econòmiques
Dels 9 establiments que hi havia el 2007, 2 eren d'empreses de fabricació d'altres productes industrials, 2 d'empreses de construcció, 2 d'empreses de comerç i reparació d'automòbils, 1 d'una empresa d'hostatgeria i restauració, 1 d'una empresa immobiliària i 1 d'una entitat de l'administració pública.
Dels 4 establiments de servei als particulars que hi havia el 2009, 1 era un taller de reparació d'automòbils i de material agrícola, 1 lampisteria, 1 electricista i 1 agència immobiliària.
L'únic establiment comercial que hi havia el 2009 era una adrogueria.
L'any 2000 a Béhencourt hi havia 10 explotacions agrícoles que ocupaven un total de 560 hectàrees.

## Poblacions més properes
El següent diagrama mostra les poblacions més properes.